# Leonora Cohen
Pour les articles homonymes, voir Cohen.
Leonora Cohen (15 juin 1873 - 4 septembre 1978) est une suffragette et syndicaliste britannique, et l'une des premières femmes magistrates. Elle est connue sous le nom de « Tower Suffragette » après avoir brisé une vitrine dans la Tour de Londres et elle a agi comme garde du corps pour Emmeline Pankhurst. Elle a vécu jusqu'à 105 ans et a contribué à la deuxième vague féministe dans les années 1970.

## Jeunesse
Cohen est née Leonora Throp à Hunslet, Leeds le 15 juin 1873 de Canova et Jane Throp (née Jane Lamie). Son père, Canova Throp, est sculpteur mais décède en 1879 lorsque Leonora a 5 ans, après avoir développé une tuberculose de la colonne vertébrale, ce qui a laissé sa mère veuve pour élever Cohen et ses deux jeunes frères. Sa mère travaille comme couturière pour subvenir aux besoins de la famille.  
Elle est apprentie modiste et pendant qu'elle travaille comme acheteuse de chapellerie, elle rencontre Henry Cohen, assistant bijoutier dans le centre de Leeds et fils d'immigrants juifs, plus récemment de Varsovie. Henry est un ami d'enfance mais les deux familles s'opposent au mariage.
Première fille du couple, Rosetta est décédée au cours de sa première année. En 1902, Cohen donne naissance à son fils Reginald qui survit jusqu'à l'âge adulte. Pendant les neuf années suivantes, la petite famille jouit d'une vie paisible alors que les affaires d'Henry en tant que bijoutier prospèrent .  

## Motivation à être une suffragette
La mère de Cohen, Jane, est un facteur influent dans sa vie. Parce que sa mère est une couturière veuve qui élevait seule trois enfants, il est évident pour Cohen que sa mère a peu de droits en tant que femme vivant en Grande-Bretagne à la fin du XIXe siècle. Dans une interview vers la fin de sa vie, Cohen déclare que « la vie était dure. Ma mère disait "Leonora, si seulement nous, les femmes, avions notre mot à dire", mais nous ne l'avons pas fait. Un homme voyou et ivre […] a le droit de vote simplement parce qu'il est un homme. J'ai juré que j'essaierais de changer les choses ». Cohen prend conscience dès son jeune âge que sa mère a dû surmonter d'énormes obstacles dans sa vie simplement parce qu'elle était une femme. C'est « le manque d'autonomisation de sa mère qui l'a radicalisée ».  
D'autres facteurs de mobilisation en faveur des droits des femmes sont en lien avec son travail et son mari. Au moment du premier emploi de Cohen comme modiste, se déroule une campagne pour de meilleures conditions de travail pour les femmes. Cela affecte Cohen et sa vision du traitement des femmes dans le monde du travail. Son mari quant à lui soutient la lutte de Cohen pour les droits des femmes.

## L'action a plus de poids que les mots
Cohen fait de nombreux actes physiques de protestation contre le gouvernement. En 1909, elle rejoint la Women's Social and Political Union (WSPU) de Leeds, fondée par Emmeline Pankhurst en 1903. Plus tard, Cohen fait partie des gardes du corps d'Emmeline Pankhurst.  
En 1911, Cohen se joint à une manifestation où elle lance une pierre sur la fenêtre d'un bâtiment du gouvernement ; elle est arrêtée et détenue à la prison de Holloway pendant sept jours. Elle se défend face au tribunal et, bien que reconnue coupable, est libérée. Elle est également « cognée à la mâchoire avec le poing fermé d'un policier et renversée sous le cheval d'un policier à cheval » lors d'une manifestation à la Chambre des communes. Comme Cohen commence à prendre des mesures plus audacieuses en tant que suffragette, sa famille soutient son allégeance au droit de vote, mais ses amis ne le font pas ; elle reçoit des lettres de haine et son fils est harcelé à l'école.  
En 1913, Cohen proteste contre le gouvernement en utilisant une barre de fer pour briser une vitrine en verre contenant des insignes de l'ordre du Mérite dans la Jewel House (en) de la Tour de Londres. Cohen est arrêtée une deuxième fois et envoyée à la prison de Leeds, Armley Gaol, où elle entame une grève de la faim. En raison de la loi Cat and Mouse Act, Cohen est libérée de prison après quelques jours pour lui permettre de se remettre de ces privations volontaires. Leonora et Henry Cohen déménagent ensuite à Harrogate pour établir une pension de famille végétarienne, où ils abritent également des suffragettes fuyant la police.  
Cohen a reçu de la WSPU une Hunger Strike Medal « pour sa vaillance ». 
En 1913, les suffragettes Annie Kenney et Flora Drummond s'arrangent pour que les représentants de la WSPU s'entretiennent avec les principaux politiciens David Lloyd George et Sir Edward Gray. Les déléguées expliquent les conditions de rémunération et de travail qu'elles subissent et leur espoir qu'un vote permettrait aux femmes de contester le statu quo de manière démocratique. Cohen explique que les femmes votantes auraient le pouvoir d'exiger des salaires plus élevés que les hommes, ce qui empêcherait les filles sous-payées de finir dans la rue.  
Cohen se déguise en garçon commis boulanger avec Norah Duval, échangeant sa place lors de la livraison de pain avec sa compagne suffragette Lilian Lenton (en) pour la laisser s'échapper de la maison du critique d'art Frank Rutter (en) à Leeds, qui était utilisée pour récupérer les grévistes de la faim.  
La robe qu'elle porte au bal du Leeds Arts Club de 1914 est ornée de symboles suffragistes et du logo de la WSPU. La robe est détenue par le Leeds Discovery Centre.  
Cohen est devenu l'organisatrice du district de Leeds du syndicat National Union of General and Municipal Workers (en) et organise les travailleurs dans leurs revendications, y compris une grève de trois jours, . Elle exerce un mandat en tant que présidente du Leeds Trades Council (en).  
Après la Première Guerre mondiale, Leonora et sa famille retournent à Clarendon Road, Leeds.  
En 1923, Cohen devient la première femme présidente de la Yorkshire Federation of Trades Councils. En 1924, Cohen est nommée magistrate ; elle est l'une des premières femmes nommées au prétoire et elle est juge de paix pendant 25 ans. Lors des honneurs d'anniversaire de 1928, elle est reçue officière de l'ordre de l'Empire britannique (OBE).

## Deuxième vague féministe
Cohen se retire à Colwyn Bay, dans le nord du Pays de Galles. En 1970, elle assiste à l'inauguration du Suffragette Memorial (en) à Londres. 
Comme Cohen vit jusqu'à l'âge de 105 ans, elle est témoin de la deuxième vague féministe dans les années 1970 et Cohen est ramenée aux yeux du public. L'historien Brian Harrison (en) interviewe plus de 200 personnes, dont Cohen, dans le cadre de son projet Oral Evidence on the Suffragette and Suffragist Movements. Dans l'interview de 1974, Cohen discute de son rôle dans le rassemblement de 1911 et de son expérience de sa première arrestation: « [Lors du rassemblement] c'était tellement rempli. Et la police montée était sortie. Et quand nous sommes arrivées à la porte du palais, je me souviens aussi très bien de la police à cheval et c'est là que j'ai été renversée ». Cohen décrit la violence et l'immense foule lors des rassemblements. 
En 1974, elle apparaît sur la couverture de Radio Times pour promouvoir la série Shoulder to Shoulder (en) sur l'histoire du mouvement pour le suffrage féminin ; elle est photographiée portant sa broche Holloway et sa Hunger Strike Medal.  
Les chercheurs ont ensuite analysé la vie de Cohen comme une suffragette. Jemal Nath a soutenu que le végétarisme était lié au féminisme. Le mouvement du suffrage à la fin du XIXe siècle a été utilisé comme exemple. Le végétarisme de Cohen, avec d'autres suffragettes, était considéré comme un moyen pour les femmes de passer moins de temps dans la cuisine parce qu'elles n'avaient pas à préparer de viande, par conséquent, elles pouvaient passer plus de temps à poursuivre des activités en dehors de la maison.

## Mort et postérité

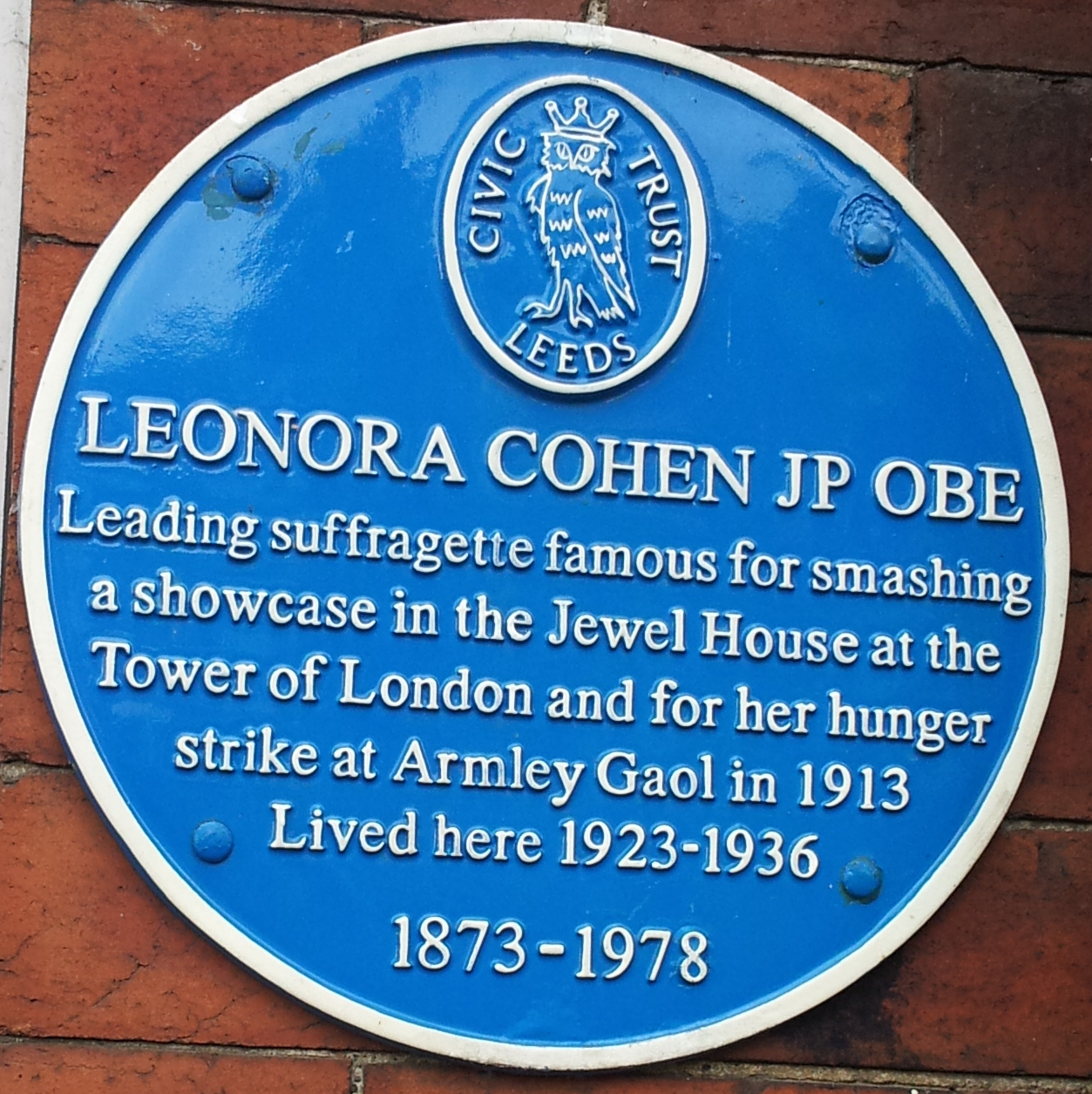
Blue Plaque, Leeds

Dans les années 1960, Cohen fait don de son album de coupures, d'une grande collection d'articles et d'autres souvenirs au Abbey House Museum (en), à Leeds. Bien que son album ne donne pas un compte rendu complet de son temps de campagne, il donne un aperçu de ce qui l'a inspirée à devenir une suffragette. Son album indique également qu'elle est intéressée par les affaires courantes car il contient un article sur la mort de l'infirmière Edith Cavell. La collection comprend une peinture d'elle enfant par son père.  
Elle meurt en 1978, à l'âge de 105 ans. Le journal Times publie la nécrologie de Cohen, qui mentionne son OBE, son travail de garde du corps pour Mme Pankhurst, son emprisonnement et sa grève de la faim et son titre de "Tower Suffragette" pour les dommages qu'elle a causés à la barre de fer de la Tour de Londres. Elle est considérée comme une militante régionale.  
Cohen a attaché une note à la barre de fer qu'elle a jetée pour briser l'armoire en verre de la tour: «Jewel House, Tower of London. Ma protestation contre le gouvernement qui refuse d’émanciper les femmes, mais continue de torturer les femmes détenues - Deeds Not Words. Lenora Cohen »/ au verso « Votes pour les femmes. 100 ans de pétitions constitutionnelles, de résolutions, de réunions et de processions ont échoué. »